# ブルーノ・パルマ
ブルーノ・パルマ（スロベニア語: Bruno Parma、1941年12月30日 - ）は、スロベニアのチェス選手（グランドマスター）。
当時ユーゴスラビアであったリュブリャナに生まれた。1959年の世界ジュニアチェス選手権でデビューし、2位入賞。2年後にハーグで開催されたジュニア選手権で初優勝し、インターナショナルマスターのタイトルを獲得した。1963年のベーヴェルウェイク・トーナメントで卓越した能力を発揮し、国際チェス連盟（FIDE）からグランドマスターのタイトルを賜った。スロベニア人としては1950年のミラン・ヴィドマール、1953年のヴァシャ・ピルチに次いで3人目のグランドマスターであった。1959年と1961年のスロベニア・チェス選手権でも優勝し、1968年にチャテシュケ・トプリツェで開かれたユーゴスラビア選手権ではドラゴリューブ・ミニッチ、ミラン・マトゥロヴィッチ、ボヤン・クライツァと並び3位に入賞した。
チェス・オリンピアードには1962年、64年、66年、68年、70年、74年、78年、80年の計8度、ユーゴスラビア代表として出場し、その間ユーゴスラビア代表は4個の銀メダルと2個の銅メダルを獲得した。